# Djambi

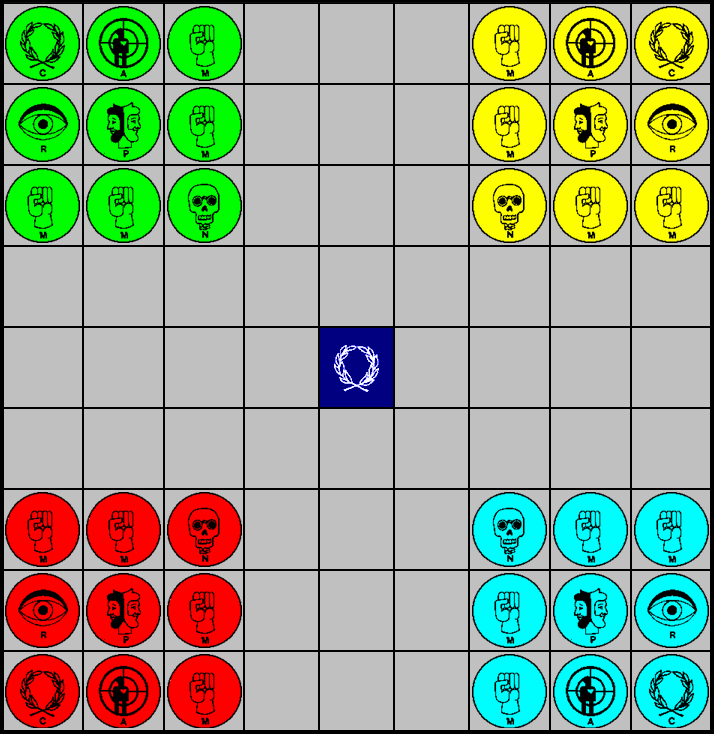
Plansza Djambi, z pionkami w ich pozycji wyjściowej. Każdy pionek jest identyfikowany przez pierwszą literę jego nazwy, a także symbol.

Djambi (nazywane również jako „szachy Machiavellego") to gra planszowa będąca wariantem szachowym dla czterech graczy, wynaleziona przez Jeana Anesto w 1975 roku. Francuskie reguły opisują grę, pionki i zasady w sposób humorystyczny i teatralny. Jasno stwierdzając, że pionki w grze mają w zamierzeniu reprezentować wszystkie złe działania w polityce.

## Zasady

### Ważne
Gra jest rozgrywana na planszy 9×9, której centralne pole (zwane „Labiryntem") jest oznaczone innym kolorem lub znakiem.
Każdy gracz ma dziewięć pionków:
- Te, które zabijają
  - 1 Szef pionek szefa w Djambi
  - 1 Zabójca pionek Zabójcy w Djambi
  - 1 Reporter pionek Reportera w Djambi
  - 4 Bojówkarzy pionek Bojówkarza w Djambi.
- Te, które nie zabijają
  - 1 Prowokator przenosi żyjące pionki. Jest to bardzo użyteczny pionek na początku gry zwany również Agitatorem, Awanturnikiem lub Dyplomatą. pionek Prowokatora w Djambi
  - 1 Grabarz przenosi ciała. Ważny pionek na końcu gry, gdy zabite pionki pozostają jako ciała na planszy w tej grze. pionek Grabarza w Djambi

### Cel
Celem gry jest uzyskanie absolutnej władzy, poprzez bycie ostatnim żyjącym szefem na planszy. Chociaż nieformalne sojusze mogą być czasowo uzgadniane, nie ma zespołu: każdy gracz, gra przeciwko innym graczom.

### Pozycja startowa
Pionki są umieszczane w każdym rogu planszy, tak jak pokazano na rysunku powyżej.
Kolejność gry jest następująca: czerwony - niebieski - żółty - zielony.

### Ruchy
Każdy z graczy, w swojej turze, porusza jeden ze swoich pionków i może w ten sposób przechwycić pionek przeciwnika. Bojówkarze przemieszczają się o jedno lub dwa pola w ośmiu kierunkach; Pozostałe pionki mogą poruszać się o dowolną liczbę pól w ośmiu kierunkach. Pionek nie może przeskoczyć nad innym pionkiem.

Bojówkarz i normalny ruch pionka

### Przechwycenie
Pionki są „zabite", gdy tylko zostaną schwytane, ale ich „ciała" pozostają na planszy (pionki są odwracane do góry nogami, aby pokazać, że są „martwi").
- Bojówkarz zabija zajmując pole pionka (przechwycenie przez zastąpienie). Umieszcza ciało na pustym polu, z wyjątkiem pola centralnego („Labirynt"). Bojówkarz nie może zabić Szefa u władzy (patrz Labirynt poniżej).
- Szef zabija i umieszcza ciało w taki sam sposób jak Bojówkarz.

Pokazuje ruch, w którym Szef zabija pionka i umieszcza ciało w celu ochrony przed dalszymi ruchami

- Zabójca zabija w ten sam sposób jak Bojówkarz, ale umieszcza ciało na polu, z którego zaczął ruch. To symbol, że ciała osób zabitych przez Zabójcę, mają zwyczaj psucia przestrzeni w polityce.

Wymuszone umieszczenie ciała, gdy Zabójca zabija.

- Reporter zabija, zajmując jedno z czterech pól obok pola pionka, którego chce zabić (nie może zabić po przekątnej). Ciało pozostaje na swoim polu. Reporter może zabijać tylko na koniec swojego ruchu. Oznacza to, że jeśli zostanie przeniesiony przez Prowokatora, musi się znowu ruszyć przed zabójstwem i nie może zabić pionka, który jest bezpośrednio prostopadły do niego na początku jego ruchu. Reporter może poruszać się bez zabijania.

Reporter może zabić jeden z pionków prostopadłych w miejscu przybycia. Może także poruszać się bez zabijania.

Prowokator i Grabarz nie mogą zabijać innych pionków, ale mogą je przemieszczać.
- Prowokator może przemieścić innego żywego pionka, zajmując jego pole (oczywiście, może on tylko przesuwać pionki innych graczy). Pionek jest umieszczany na dowolnym pustym polu (z wyjątkiem Labiryntu, jeśli ten pionek nie jest Szefem).

Korzystne pozycjonowanie żywych pionków przeciwnika.

- Grabarz działa jak Prowokator, ale tylko z martwymi pionkami (niezależnie od pochodzenia martwego pionka). Ciała nie mogą być umieszczone w Labiryncie.

Zabezpiecz swoje pionki, przesuwając ciało.

### Śmierć i otoczenie szefa

Szef umiera, jeśli jest całkowicie otoczony i nie ma Grabarza. Jego pionki będą sługami Szefa w Labiryncie lub pierwszego Szefa, który wejdzie do Labiryntu.

Kiedy gracz zabija Szefa innego gracza, przejmuje kontrolę nad jego pozostałymi żywymi pionkami. W swojej turze będzie miał wybór pomiędzy użyciem jednego ze swoich pionków lub użyciem jednego z przejętych pionków. Gdy gracz nie ma Grabarza, a jego Szef zostanie otoczony ciałami, zostaje wyeliminowany (z wyjątkiem sytuacji, gdy jest u władzy w Labiryncie). Jego pionki należą teraz do Szefa u władzy. Jeśli nie ma Szefa u władzy, to pionki nie mogą być przemieszczane lub zabijane, aż do chwili, gdy Szef przejmie władzę i je w ten sposób przejmie (utrzymuje kontrolę nad tymi pionkami, nawet jeśli opuści Labirynt).

### Labirynt
Centralne pole planszy nazywa się Labiryntem. Każdy pionek może przejść przez te pole, ale szef jest jedynym pionkiem, który może się na nim zatrzymać. Szef, który jest w Labiryncie, jest szefem „u władzy". Gra on jeden raz po każdym graczu. Na przykład, jeśli jest czterech graczy, gra trzy razy w turze (jeśli jest dwóch graczy, gra kolejno dwa razy). Kiedy opuści Labirynt, traci tę władzę. Szef u władzy przejmuje kontrolę nad pionkami otoczonych szefów i utrzymuje ją po utracie władzy. Szef u władzy nie może zostać zabity przez Bojówkarza. Otoczenie go nie daje efektu, dopóki pozostaje w Labiryncie.
Zabójca, Prowokator lub Grabarz może wejść do Labiryntu, aby zabić lub przenieść żywego Szefa lub ciało Szefa, pionek musi natychmiast wykonać dodatkowy ruch, aby opuścić Labirynt. Oryginalne zasady humorystycznie stwierdzają, że jest to zrobione po to, aby uniknąć takich rzeczy jak Zabójca u władzy w Labiryncie.
Wykonywane jest to w następującej kolejności:

Jak zyskać dodatkowy ruch podczas zabijania w Labiryncie

- pionek wchodzi do Labiryntu i zabija Szefa
- pionek wykonuje dodatkowy ruch aby wydostać się z Labiryntu
- ciało Szefa umieszczane jest na planszy zgodnie ze zwykłą zasadą.

Ta kolejność działania pozwala umieścić ciało Szefa między Labiryntem a nową pozycją aktywnego pionka.

### Sojusze i zdrady
Mogą istnieć nieformalne porozumienia lub sojusze między graczami, ale nie ma reguły, aby zapobiec zdradzie.

### Koniec gry
Gra kończy się, gdy gracz zabije wszystkich szefów innych graczy.